# Grzebienisko (gmina)
Grzebienisko – dawna gmina wiejska  w latach 1934–1954 w woj. poznańskim (dzisiejsze woj. wielkopolskie). Siedzibą władz gminy było Grzebienisko.
Gmina zbiorowa Grzebienisko została utworzona 1 sierpnia 1934 roku w powiecie szamotulskim w woj. poznańskim z dotychczasowych jednostkowych gmin wiejskich: Brzoza, Ceradz Dolny, Gaj Wielki, Grzebienisko, Kunowo, Mieściska, Sarbia, Sędzinko, Sędziny, Wierzeja i Wilkowo (oraz z obszarów dworskich położonych na tych terenach lecz nie wchodzących w skład gmin). 
Po wojnie gmina zachowała przynależność administracyjną. Według stanu z dnia 1 lipca 1952 roku gmina składała się z 10 gromad: Brzoza, Ceradz Dolny, Gaj Wielki, Grzebienisko, Kunowo, Mieściska, Sarbia, Sędziny, Wierzeja i Wilkowo. Gmina została zniesiona 29 września 1954 roku wraz z reformą wprowadzającą gromady w miejsce gmin.
Jednostki nie przywrócono 1 stycznia 1973 roku po reaktywowaniu gmin.